# Lambda Muscae
Désignations
Lambda Muscae (λ Mus, λ Muscae), souvent cataloguée HD 102249 ou HIP 57363, est une étoile triple de la constellation australe de la Mouche. Sa magnitude apparente est de 3,64, ce qui la rend visible à l'œil nu dans les zones sans pollution lumineuse dense et ce qui en fait la 4e étoile la plus brillante de la constellation. Lambda Muscae indique l'extrémité de la queue de la constellation de la Mouche. C'est une étoile des étoiles cataloguées dans la publication de 1603 Uranometria de l'astronome Johann Bayer.

## Distance
Sur la base des mesures faites par l'Agence spatiale européenne pour le catalogue d'étoiles Hipparcos, Lambda Muscae possède une parallaxe de 25,65 millisecondes d'arc. Avec cette donnée, on peut calculer que le système se trouve à une distance de 39 parsecs, ou 127 années-lumière du Soleil.

## Caractéristiques stellaires
La composante primaire, désignée Lambda Muscae Aa, est une étoile blanche de la séquence principale de type spectral A7V, ce qui indique qu'elle génère son énergie par la fusion de l'hydrogène dans son noyau. Elle est estimée être âgée de 700 millions d'années et elle arrive à la fin de sa vie sur la séquence principale. Avec une température effective de 7 700 K, sa température de surface est plus élevée que celle de notre Soleil, qui est une étoile de type G2. Lambda Muscae Aa est estimée être 2,28 fois plus massive que le Soleil, son rayon est 3,7 fois plus grand que le rayon solaire et elle est environ 45 fois plus lumineuse que le Soleil.
Lambda Muscae Aa possède un premier compagnon proche, Lambda Muscae Ab, qui est très probablement une naine rouge et qui est 43 % aussi massive que le Soleil. Elle orbite à un demi-grand axe de 1,65 ua seulement de l'étoile primaire et avec une période de 474 jours environ. La troisième étoile du système, Lambda Muscae B, est une autre naine rouge mais qui fait seulement 16 % la masse du Soleil, et qui est située à 6,4 ua de l'étoile primaire.